# 페이 홀든

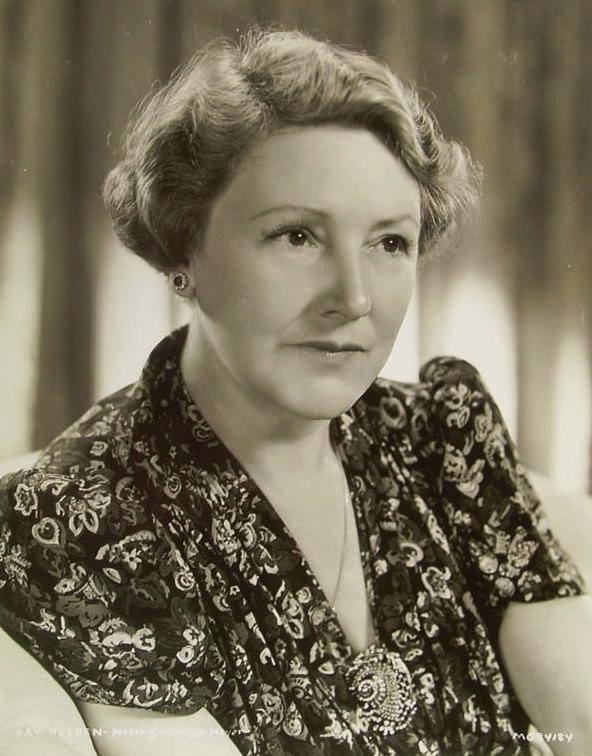

페이 홀든(Fay Holden, 1893년 9월 26일 ~ 1973년 6월 23일)은 영국의 연극 배우, 영화배우, 배우이다.
버밍엄에서 태어났으며 로스앤젤레스에서 사망하였다. 사인은 암이다. 포리스트 론 메모리얼 파크에 매장되었다.

## 영화
- 삼손과 데릴라 (1949년)
- 위스퍼링 스미스 (1948년)
- 러브 래프 앳 앤디 하디 (1946년)
- 캐년 패시지 (1946년)
- 라이프 비긴즈 포 앤디 하디 (1941년)
- 앤디 하디의 개인비서 (1941년)
- 애정은 강물처럼 (1941년)
- 미인극장 (1941년)
- 비터 스윗 (1940년)
- 앤디 하디 미츠 드뷰탄트 (1940년)
- 스윗하츠 (1938년)
- 익스큐시브 (1937년)
- 더블 오어 노씽 (1937년)